# Archipenzolo

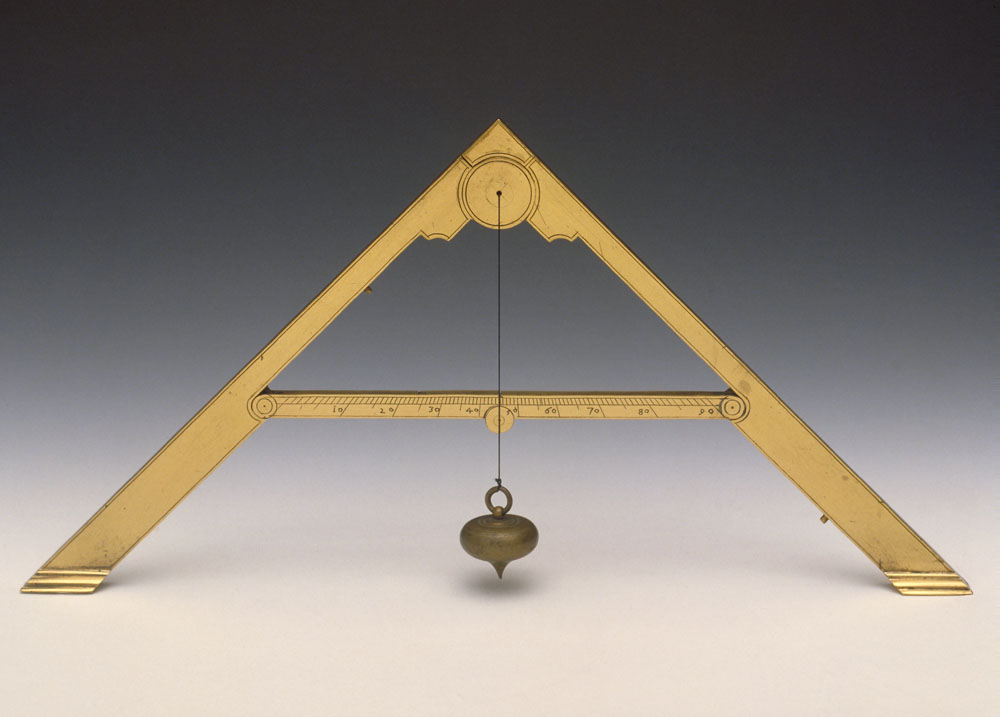
Archipenzolo al Museo Galileo, Firenze.

L'archipenzolo è uno strumento di misura delle inclinazioni dei piani.
È costituito solitamente da un triangolo al cui vertice è sospeso un pendolino o filo a piombo. Le due gambe sono unite da un traverso diviso in gradi. La base può essere piana o curva, a seconda che l'utilizzo sia civile o militare (la base curva, infatti, permette di porre l'archipenzolo, detto "da cannonieri", sulla culatta del cannone per calcolarne l'alzo). In qualsiasi disposizione dello strumento il pendolino indica la verticale e consente la lettura dell'inclinazione sulla barra graduata. L'archipenzolo era largamente usato, oltre che in artiglieria, anche nei cantieri di costruzione per verificare la perfetta orizzontalità delle murature.